# Brooks Curry
Brooks Curry (Dunwoody, 20 gennaio 2001) è un nuotatore statunitense, specializzato nello stile libero.

## Biografia
Ha rappresentato gli Stati Uniti ai Giochi olimpici estivi di Tokyo 2020, dove ha vinto la medaglia d'oro nella staffetta 4x100 metri stile libero, con i connazionali Caeleb Dressel, Blake Pieroni, Bowen Becker e Zachary Apple.

## Palmarès
| Anno | Manifestazione      | Sede              | Evento           | Risultato | Prestazione | Note  |
| ---- | ------------------- | ----------------- | ---------------- | --------- | ----------- | ----- |
| 2021 | Giochi olimpici     | Tokyo             | 4x100 m sl       | Oro       | 3'08"97     | [ 2 ] |
| 2022 | Mondiali            | Budapest          | 4x100 m sl       | Oro       | 3'09"34     |       |
| 2022 | Mondiali            | Budapest          | 4x100 m misti    | Argento   | 3'27"79     |       |
| 2022 | Mondiali            | Budapest          | 4x100 m sl mista | Bronzo    | 3'21"09     |       |
| 2023 | Giochi panamericani | Santiago del Cile | 100 m sl         | Argento   | 48"38       |       |
| 2023 | Giochi panamericani | Santiago del Cile | 4x100 m sl       | Argento   | 3'14"22     |       |
| 2023 | Giochi panamericani | Santiago del Cile | 4x200 m sl       | Argento   | 7'08"06     |       |
| 2023 | Giochi panamericani | Santiago del Cile | 4x100 m sl mista | Argento   | 3'34"21     |       |
| 2024 | Giochi olimpici     | Parigi            | 4x200 m sl       | Argento   | 7'00"78     | [ 2 ] |